# 夏綠蒂·勃朗特
夏綠蒂·勃朗特（英語：Charlotte Brontë，1816年4月21日—1855年3月31日），19世紀英國女作家、诗人，世界文学著作《簡·愛》的作者，勃朗特三姐妹之一。其作品革新了虛構小說的框架，是最早在故事中使用私我意識的作家，也是英國文學史上以女性呼聲作為小說主題的第一人。

## 生平

### 早年
夏綠蒂·勃朗特1816年生于約克郡的索頓，雙親為派屈克·勃朗特（Patrick Brontë，1777年—1861年，愛爾蘭人、聖公會牧師）與瑪麗亞·布倫威爾（Maria Branwell，1783年—1821年）。
夏綠蒂在勃朗特夫婦的六個小孩中排行第三，有大姐瑪利亞，二姐伊莉莎白，弟弟布倫威爾，大妹艾蜜莉，二妹安妮。她也是被通稱勃朗特三姐妹中年紀最大的，與其並列的妹妹艾米莉、安妮都成为世界著名文学家。
1820年4月因為父親派屈克在哈沃斯擔任副牧師的緣故，所以举家迁至哈華斯（Haworth）。
母親瑪麗亞於1821年9月15日因癌症病逝，夏綠蒂與其他五個兄弟姊妹於是由阿姨伊莉莎白·布倫威爾（Elizabeth Branwel, 1776年—1842年）照顧。

### 艰辛成长
1824年8月，夏綠蒂與姊妹艾米莉、瑪麗亞與伊莉莎白一起被送到位於蘭開夏科恩橋（Cowan Bridge）的女子教會學校（後來夏綠蒂在《簡愛》中將它描述為羅伍德學校）。學校的处境是相當艰苦的，這對夏洛蒂造成了永久的心理阴影，可能也導致了夏綠蒂的兩個姊姊瑪麗亞（1813年—1825年）與伊莉莎白（1814年—1825年）的死亡。她們在1825年離開學校不久之後就死於肺結核。

### 文坛生涯
在哈沃斯家中，夏綠蒂與弟弟布倫威爾、妹妹艾米莉與安妮開始創作他們的幻想國度。
夏綠蒂與布倫威爾創作了有關安格利亞（Angria）的故事，而艾米莉與安妮則是創作了有關貢代爾（Gondal）的文章及詩篇。這些傳奇故事的描述相當詳細（目前仍然存在部份的手稿中），提供了他們在兒童時期與青少年早德（Mirfield）的學校就讀，在這裡她遇到了終生的好友愛倫·努西（Ellen Nussey）與瑪麗·泰勒（Mary Taylor）。
1833年間，夏綠蒂以韋爾斯利（Wellesley）的名義創作了《The Green Dwarf》。在1835年至1838年間，夏綠蒂則在米菲爾德的學校擔任教師。夏綠蒂從1839年開始在約克郡擔任許多家庭的女教師，直到1841年為止。
後來1842年夏綠蒂與妹妹艾米莉前往一間位於布魯塞爾由康斯坦丁·黑格爾（Constantin Heger， 1809年—1896年）與妻子克萊兒·柔伊·帕倫特·黑格爾（Claire Zoé Parent Heger，1804年—1890年）所經營的私立寄宿學校，為了報答黑格爾夫婦提供食宿與教學，夏綠蒂教導學生英文，而艾米莉則是教導學生音樂。不過因為夏綠蒂的阿姨伊莉莎白·布倫威爾（Elizabeth Branwell）於1842年10月去世而中斷。夏綠蒂在1843年1月獨自返回布魯塞爾的寄宿學校，擔任教師的職務。這次在布魯塞爾的寄宿學校期間，夏綠蒂並不快樂，因為她變成孤獨、思念家鄉的並且深深的愛戀著黑格爾。最後夏綠蒂在1844年1月回到了哈華斯，後來這段經歷也成為了夏綠蒂創造小說《維萊特》與《教師》的靈感。
在1846年5月夏綠蒂與妹妹艾米莉、安妮聯合出版了一本詩集，並且為了迴避當時對女作家的偏見而使用筆名。雖然這本詩集後來並沒有引起廣泛的注意（僅僅只售出兩本而已），不過她們仍然決定繼續寫作，並且開始第一本小說的創作。夏洛蒂後來使用筆名庫瑞爾·貝爾（Currer Bell）來出版前兩部小說。關於這件事，夏洛蒂後來寫道：
因為不願意暴露身分，所以我們用庫瑞爾、艾利斯、阿克頓貝爾這些筆名來隱藏本名。之所以選擇這些曖昧的名字是基於以下考量：若使用明顯為男性的基督教名，未免有良心上的顧慮，但我們又並不願意宣布我們是女人，因為——在當時我們並不懷疑我們的著作和思想不是所謂「女性的」——我們隱約覺得，女性作家很容易受到偏見的審視。我們注意到，有些評論家在批評女作家時攻擊其人身和個性，褒揚女作家時則是諂媚奉承，而非真誠的讚美。

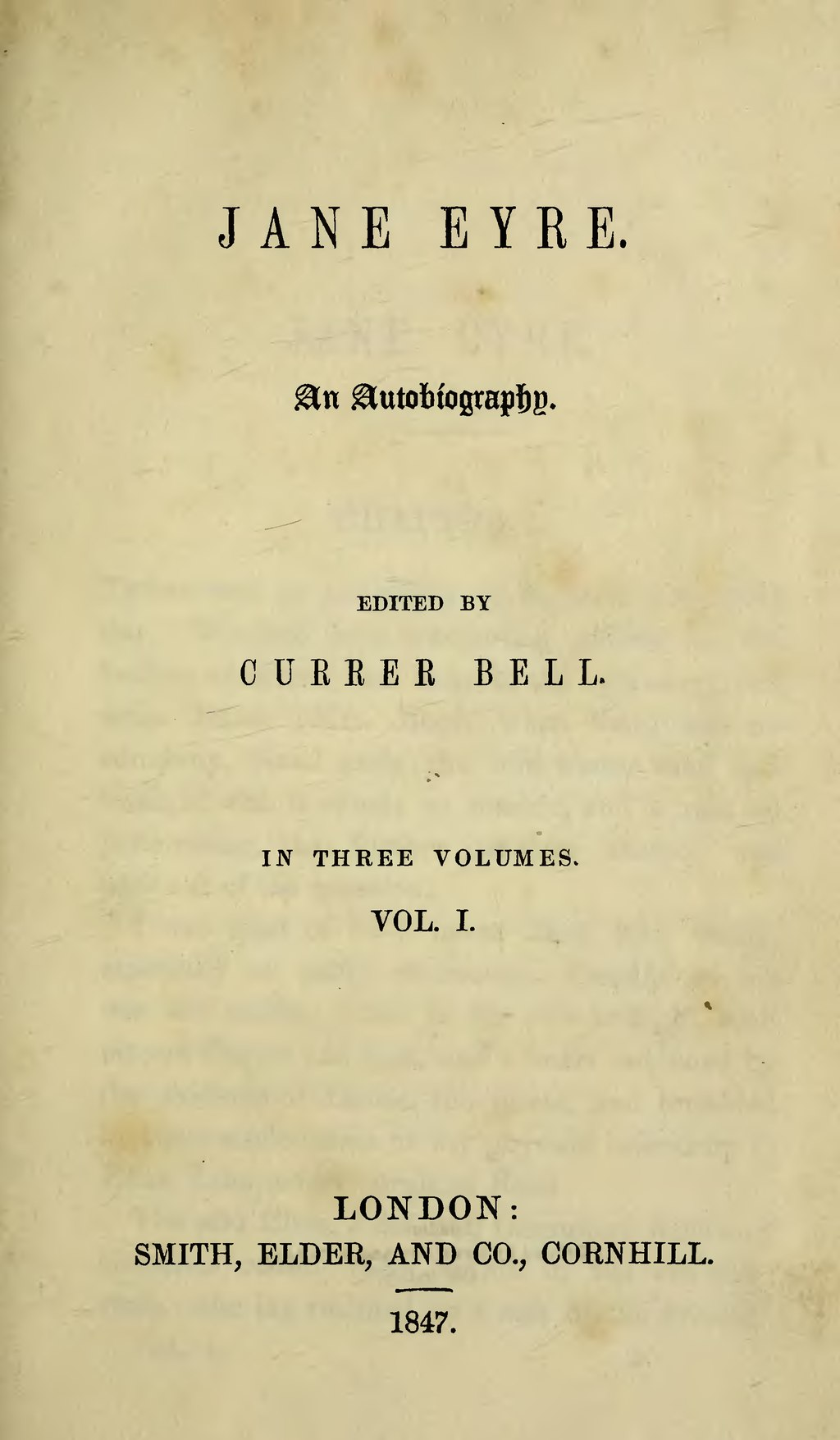
《簡·愛》的第一版封面

夏綠蒂的小說被當時的評論家認為是相當粗俗的，大部分的焦點反而在於猜測庫瑞爾·貝爾是誰與他是男人或女人這些疑問上面。夏綠蒂的弟弟布倫威爾在1848年9月因慢性的支氣管炎與過量飲酒造成的衰弱而去世，雖然夏綠蒂相信他是死於肺結核。艾米莉與安妮也分別在1848年12月與1849年5月因肺結核而去世。所以只剩下夏綠蒂與父親派屈克一起生活。
在《簡·愛》獲得巨大成功的情況下，夏綠蒂的出版商說服她偶爾前往倫敦。夏綠蒂在倫敦顯露出真正的個性，她開始參加高貴的社交圈，結交了海麗葉特·馬蒂諾（Harriet Martineau）、伊莉莎白·蓋斯凱爾、威廉·梅克比斯·薩克萊（William Makepeace Thackeray）與喬治·亨利·路易斯（George Henry Lewes）等作家。但是夏綠蒂仍然沒有離開哈沃斯超過幾個禮拜的時間，因為她不想離開父親派屈克的身旁。

### 天才早逝
夏綠蒂與父親的牧師亞瑟·貝爾·尼可拉斯（Arthur Bell Nicholls）於1854年6月結婚。约一年後，夏綠蒂懷孕了；但夏綠蒂的身體卻快速惡化，最後在1855年3月31日去世，死亡診斷書上認定夏綠蒂死於肺結核，不過有許多傳記作者認為她的死因可能是在懷孕早期因為嚴重的害喜（Morning sickness）而導致劇烈的嘔吐。不過也有證據顯示夏綠蒂是死於斑疹傷寒，她有可能是被丈夫亞瑟的老僕人所傳染的（比夏綠蒂還要早去世）。後來夏綠蒂被葬在哈沃斯聖馬克教堂的家族墓穴中。
夏綠蒂的好友伊莉莎白·蓋斯凱爾於1857年出版了夏綠蒂的傳記《夏綠蒂·勃朗特的生平》（The Life of Charlotte Brontë），不過有關夏洛蒂對於黑格爾的感情則是草草帶過，因為考慮到這件事可能會對夏綠蒂的朋友、丈夫與父親帶來痛苦。

## 作品

### 小說
- 1847年：《簡·愛》（Jane Eyre）
- 1849年：《雪莉》（Shirley）
- 1853年：《维莱特》（Villette）
- 1857年：《教師》（The Professor），創作於《簡愛》之前，不過因為許多出版社拒絕出版，所以直到夏綠蒂死後才出版

### 詩
- 《from Retrospection》：創作於1835年
- 1846年：《庫瑞爾、艾利斯與阿克頓·貝爾的詩集》（Poems by Currer, Ellis and Acton Bell）：由勃朗特三姐妹聯合出版。

### 引用
1. ↑  BIOGRAPHICAL NOTICE OF ELLIS AND ACTON BELL, from the preface to the 1910 edition of Wuthering Heights.

### 书籍
- This article incorporates public domain text from: Cousin, John William (1910). A Short Biographical Dictionary of English Literature. London, J.M. Dent & sons; New York, E.P. Dutton.
- Margaret Lane (1953) The Brontë Story: a reconsideration of Mrs Gaskell's Life of Charlotte Brontë.

## 延伸閱讀
- The Letters of Charlotte Brontë, 3 volumes edited by Margaret Smith
- The Life of Charlotte Brontë, Elizabeth Gaskell
- Charlotte Brontë, Winifred Gerin
- Charlotte Brontë: a passionate life, Lyndal Gordon
- The Literary Protégées of the Lake Poets, Dennis Low (Chapter 1 contains a revisionist contextualization of Robert Southey's infamous letter to Charlotte Brontë)
- Charlotte Brontë: Unquiet Soul, Margot Peters
- In the Footsteps of the Brontës, Ellis Chadwick
- Charlotte Brontë, Rebecca Fraser
- The Brontës, Juliet Barker
- Charlotte Brontë and her Dearest Nell, Barbara Whitehead
- The Brontë Myth, Lucasta Miller
- A Life in Letters, selected by Juliet Barker
- Charlotte Brontë and her Family, Rebecca Fraser
- The Oxford Reader's Companion to the Brontës, Christine Alexander & Margaret Smith
- A Brontë Family Chronology, Edward Chitham

## 外部連結
- （英文）位於哈沃斯的勃朗特博物館網站 （页面存档备份，存于）
- （英文）夏綠蒂的簡介
- （英文）夏綠蒂的作品  - 古騰堡計劃
- （英文）Charlotte 喬治·瑞奇蒙所繪的夏綠蒂 （页面存档备份，存于）
- （英文）夏綠蒂 （页面存档备份，存于）, by Clement K. Shorter（古騰堡計劃）
- （英文）更多有關夏綠蒂的資料